# Javier Limón
Francisco Javier López Limón (Madrid, 1973), más conocido artísticamente como Javier Limón, es un compositor, productor y guitarrista español dedicado sobre todo al flamenco. Tiene una trayectoria dilatada con importantes premios y discos de éxito de artistas como Buika, Bebo Valdés, Diego el Cigala, Andrés Calamaro o Nella Rojas.

## Trayectoria
Cursa estudios clásicos de piano y oboe en el Real Conservatorio Superior de Música de Madrid. Posteriormente complementa su formación con el estudio de sus raíces andaluzas y flamencas, lo que le sitúa como una referencia internacional de la música, tanto en la faceta de compositor como en la de productor. Actualmente está especializado en flamenco, jazz, latín jazz y músicas del mundo. 
Las características principales en la carrera de Javier Limón son la versatilidad en las diferentes tareas que ha asumido (compositor, guitarrista, productor, profesor, bandas sonoras, presentador de TV, etc.) y la diversidad, tanto en los países y culturas como en los estilos en los que ha profundizado (flamenco, jazz, músicas de Grecia, Portugal, India, Turquía, Israel, Holanda y casi todos los países de Latinoamérica).

## Discografía
Ha compuesto y producido más de cien discos para artistas como Paco de Lucía, Wynton Marsallis, Joe Lovano, Joan Manuel Serrat, Caetano Veloso, Juan Luis Guerra, Tom Harrel, Alejandro Sanz, Alicia Keys, Enrique y Estrella Morente, José Mercé, Bebo Valdés, Buika, Ana Belén, Andrés Calamaro, Jerry González, Diego El Cigala, Mariza, Elephteria Arvanitakis, Anoushka Shankar, Aynur Dogan, Luz Casal Esta amplia discografía ha sido editada tanto por compañías multinacionales o independientes como por su propia productora discográfica Casa Limón.
Como artista solista ha compuesto y grabado cuatro discos donde se ven reflejadas todas las influencias recibidas en sus producciones: Limón, Son de limón, Mujeres de agua y Promesas de tierra.

## Participación en festivales
Javier Limón ha participado en los siguientes festivales: North Sea Jazz Festival, Montreux Jazz Festival, Barcelona Jazz Festival, Madrid Jazz Festival, Valencia Eclectic Festival, Vitoria Jazz Festival, Midem Festival en Cannes, Jazz Festival de Estambul, etc.

## Enseñanza
Javier Limón lleva años impartiendo clases de producción, composición flamenca, y escritura de canciones en la prestigiosa universidad Berklee College of Music de Boston. Es además director del Mediterranean Music Institute, situado en Valencia y ligado al Berklee y de la iniciativa Berklee Latino que promueve la enseñanza de músicas latinas.

## Comunicador
Paralelamente ha desarrollado una carrera como comunicador en programas de televisión especializados en música. En el programa entre2agua viajó por todo el mundo entrevistando a los grandes maestros de los diferentes estilos de la música como Chick Corea, Juanjo Domínguez, Djavan, Avishai o Abreu. Javier Limón ha participado también en el programa "un lugar llamado mundo", dirigido por David Trueba emitido en Canal plus en formato televisión y en Europa FM en formato radio. En este programa, grupos varios comparten actuación y colaboran juntos.
Además Javier Limón colabora habitualmente en programas como el de Julia Otero o Toni Garrido y escribe un blog en la sección de cultura del periódico El País.
En junio de 2011 en Nueva York en la séptima gala Women Together, recibió en las Naciones Unidas un premio por su labor de divulgación del flamenco internacionalmente.

## Productor
La trayectoria de Javier Limón como productor incluye 8 premios Grammy por trabajos como Cositas buenas (Paco de Lucía), El corazón de mi gente (Pepe de Lucía), Lágrimas negras (Bebo Valdés y Diego El Cigala), Bebo (Bebo Valdés), Juntos para siempre (Bebo y Chucho Valdés), El último trago (Buika) entre otros, así como al mejor productor del año 2004.
A su vez ha recibido otros galardones como los Premios de la Música por Lágrimas negras (Bebo Valdés y Diego El Cigala), Cositas buenas (Paco de Lucía) y Mi niña Lola (Buika).
Su discografía contiene más de 80 trabajos que incluyen artistas como: Remedios Amaya, Montse Cortés, Pepe de Lucía, Jerry González, Niño Josele, Diego El Cigala, El Potito, Bebo Valdés, Paco de Lucía, Enrique Morente, David Broza, Andrés Calamaro, Luz Casal, La Tana, Victoria Abril, La Negra, Buika, José Luis Perales, Ana Belén, Lolita, Antonio Serrano, Sole Giménez, Mariza, Los Guapos, Ainhoa Arteta, Hip Hop Roots, Chucho Valdés, Elisabeth Ayoub, Eleftheria Arvanitaki, Yasmin Levy, Ondina Maldonado, Antonio Orozco, Estopa, La Shica, Iván Melón Lewis, Wynton Marsalis, Sandra Carrasco, Anoushka Shankar, Joan Manuel Serrat y Joaquín Sabina, José Mercé, Ariadna Castellanos y Magos Herrera.

## Libros
- 2022: Limón. Memorias de un productor musical (Debate, ISBN ' 978-8418619137).[1]

## Bandas sonoras de películas
Composiciones para bandas sonoras de películas como:
- 2004- "El milagro de Candeal" de Fernando Trueba con Carlinhos Brown
- 2006- “Bienvenido a casa” de David Trueba con Pilar López de Ayala y Alejo Sauras
- 2007- “La crisis carnívora” de Pedro Rivero con Enrique San Francisco y José Coronado
- 2008- “Ese beso” de Kamala López con Lia Chapman
- 2008- “Solo quiero caminar” de Agustín Díaz Yanes con Diego Luna, Elena Anaya, Ariadna Gil y Victoria Abril
- 2008- “Manolete” de Menno Meyjes con Penolopez Cruz y Adrien Brody
- 2011- “La piel que habito” de Pedro Almodovar con Antonio Banderas y Elena Anaya
- 2013- "Ismael" de Marcelo Piñeiro con Belén Rueda y Mario Casas
- 2018- "Todos lo saben" de Ashgar Farhadi con Penélope Cruz y Javier Bardem

## Sello discográfico Casa Limón
Tras sus experiencias como productor decide fundar el sello Casa Limón, donde desarrolla proyectos especiales y de vanguardia, por el que han pasado Buika, Calamaro, Bebo, Paco de Lucía, Nella…

## Premios
- Grammy Latino Al Mejor Álbum Flamenco “El Corazón De Mi Gente” 2003. Pepe De Lucía.
- Premios Amigo 2003 Mejor Álbum Flamenco “Lágrimas Negras” Bebo Valdés Y Diego El Cigala.
- Grammy Latino Productor Del Año 2004.
- Grammy Latino Al Mejor Álbum Flamenco “Cositas Buenas” 2004 Paco De Lucía.
- Grammy Latino Al Mejor Álbum Tropical Tradicional “Lágrimas Negras” 2004 Bebo Valdés Y Diego El Cigala.
- Premio De La Música Mejor Productor Artístico “Lágrimas Negras” 2004 Bebo Valdés Y Diego El Cigala.
- Premio De La Música Mejor Álbum De Jazz “Lágrimas Negras” 2004 Bebo Valdés Y Diego El Cigala.
- Nominación al Grammy Latino Mejor Álbum De Jazz Latino “Jerry González Y Los Piratas Del Flamenco” 2004 Jerry González.
- Premio De La Música Mejor Ingeniero De Sonido “Cositas Buenas” 2005 Paco De Lucía.
- Nominación al Goya Mejor Canción Original 2006 Por “Bienvenido A Casa” De David Trueba.
- Nominación al Grammy Latino Mejor Álbum Flamenco “Limón” 2006 Javier Limón.
- Grammy Latino Al Mejor Álbum Instrumental “Bebo” 2006.
- Premio De La Música Mejor Productor Artístico “Mi Niña Lola” 2007 Concha Buika.
- Nominación al Grammy Latino Mejor Álbum Vocal Pop Femenino “Anatomía”.
- Nominación al Grammy Latino Mejor Álbum Cantautor “Navegando Por Ti” 2007 José Luis Perales.
- Nominación al Grammy Latino Mejor Productor Del Año Javier Limón Por “La Falsa Moneda”, Tema Incluido En “Niña De Fuego” De Buika 2009.
- Grammy al Mejor Álbum De Jazz Latino “Juntos Para Siempre” 2009 Bebo Valdés Y Chucho Valdés.
- Nominación a Mejor Álbum De Canción Española En Los Premios De La Música 2009 Por “Niña De Fuego” Buika.
- Nominación al Mejor Arreglista En Los Premios De La Música 2009 Por Las Canciones “Agua De Limón” Y “Falsa Moneda”.
- Nominación al Mejor Productor Artístico En Los Premios De La Música 2009 Por “La Felicidad” De Sole Giménez, “La Vida” De Ainhoa Arteta, “Niña De Fuego” De Buika Y “Son De Limón” De Javier Limón.
- Grammy Latino al Mejor Álbum Tropical Tradicional “El Último Trago” 2010 Concha Buika.
- Premio Women Together 2011 Por Su Labor A La Divulgación Del Flamenco.
- Grammy Latino al Mejor Álbum Tropical Tradicional “El Último Trago” 2010 Concha Buika.
- Premio Women Together 2011 Por Su Labor A La Divulgación Del Flamenco.
- Nominación al Grammy Mejor Álbum De World Music “ Traveller” 2013 d.[2]
- Nominación a productor del año en los Grammy Latino 2013.

## Discografía
- 1997-Remedios Amaya, "Me voy contigo"
- 1999- Montse Cortés, "Alabanza"
- 1999- Varios Artistas, "En un ratito"
- 2000- Diego El Cigala, "Entre vareta y canasta"
- 2000- Pepe de Lucía, "Cada día"
- 2001- Niño Josele y Javier Limón, "El sorbo"
- 2001- Diego El Cigala, "Corren tiempos de alegría"
- 2001- Ivete Sangalo, "Festa"
- 2001- Jerry González y los piratas del flamenco
- 2002- Diego El Cigala, "Directo desde el Teatro Real"
- 2002- Niño Josele, "Niño Josele"
- 2002- Pepe de Lucía, "El corazón de mi gente"
- 2002- Fragua futura
- 2003- Bebo y Cigala, "Lágrimas negras"
- 2003- Potito, "El último cantaor"
- 2003- Enrique Morente, "El pequeño reloj"
- 2004- Andrés Calamaro, "El cantante"
- 2004- El milagro de Candeal
- 2004- David Broza, "Parking completo"
- 2004- Luz Casal, "Sencilla alegría"
- 2004- Montse Cortés, "La Rosa blanca"
- 2004- Paco de Lucía, "Cositas buenas"
- 2004- Tributo flamenco a Don Juan Valderrama
- 2005- Estopa, "Voces de ultratumba"
- 2005- Javier Limón, "Limón"
- 2005- La Tana, "tu ven a mi"
- 2005- Victoria Abril, "Putcheros do Brasil"
- 2006- Andrés Calamaro, "Tinta Roja"
- 2006- BSO Bienvenido a casa
- 2006- Buika, "Mi niña Lola"
- 2006- José Luis Perales, "Navegando por ti"
- 2006- La negra, "La Negra"
- 2006- Niño Josele, "Paz"
- 2007- Ana Belén, "Anatomía"
- 2007- Antonio Serrano, "Armonitango"
- 2007- Casa Limón, "La tierra del agua"
- 2007- Lolita, "Sigue caminando"
- 2007- Victoria Abril, "Olalá"
- 2008- Bebo y Chucho Valdés, "Juntos para siempre"
- 2008- Ainhoa Arteta, "La vida"
- 2008- Buika, "Niña de fuego"
- 2008- Enamorados anónimos
- 2008- Hip hop roots, "Xangó"
- 2008- Javier Limón, "Son de limón"
- 2008- Los Guapos, "Los guapos también lloran"
- 2008- Mariza, "Terra"
- 2008- Sole Giménez, "La felicidad"
- 2009- Yasmin Levy, "Sentir"
- 2009- Antonio Orozco, "Renovatio"
- 2009- Buika, "El último trago"
- 2009- Eleftheria Arvanitaki, " Mírame"
- 2009- Elizabeth Ayoub, "Océanos y lunas"
- 2009- Estopa, "Malabares"
- 2009- Ondina Maldonado, "Despegar"
- 2010- Ainhoa Arteta, "Don't give up"
- 2010- Iván Melón Lewis, "Travesía"
- 2010- Javier Limón, "Mujeres de agua"
- 2010- La Shica, "Supercop"
- 2010- Wynton Marsalis, "Vitoria suite"
- 2011- Ainhoa Arteta, "Recital"
- 2011- Anoushka Shankar, "Traveller"
- 2011- Sandra Carrasco, "Sandra Carrasco"
- 2012- Ariadna Castellanos, "Flamenco en Black and White"
- 2012- José Mercé, "Mi única llave"
- 2012- Serrat y Sabina, "La orquesta del Titanic"
- 2012- Young flamenco project
- 2012- Positive generation
- 2013- Aynur Dogan, "Hevra together"
- 2013- Javier Limón, "Promesas de Tierra"
- 2013- Nynke Laverman, "Alter"
- 2014- Magos Herrera y Javier Limón, "Dawn"